# Moscufo
Moscufo község (comune) Olaszország Abruzzo régiójában, Pescara megyében.

## Fekvése
A megye északkeleti részén fekszik. Határai: Cappelle sul Tavo, Collecorvino, Loreto Aprutino, Pianella és Spoltore.

## Története
Alapítására vonatkozóan nincsenek pontos adatok. Előbb a Monte Cassinó-i apátság birtoka volt, majd a San Clemente a Casauria-apátsághoz került. Önálló községgé a 19. század elején vált, amikor a Nápolyi Királyságban felszámolták a feudalizmust.

## Népessége
A népesség számának alakulása:

## Főbb látnivalói
- Santa Maria del Lago-templom